# Alexandra Burke
Alexandra Imelda Cecelia Ewan Burke (Islington, Londen, 25 augustus 1988) is een Britse zangeres. Ze brak door nadat ze in 2008 de vijfde editie van het Britse televisietalentenjachtprogramma The X Factor won.

## Biografie
Burke is een dochter van Melissa Bell, die enige tijd lid was van de popgroep Soul II Soul. Ze stond reeds op negenjarige leeftijd op het podium. Toen ze 12 was nam ze deel aan het televisietalentenjachtprogramma Star for a Night, dat gewonnen werd door Joss Stone.
In 2005 nam ze deel aan de The X Factor, waarin ze echter niet de finale haalde. Burke had inmiddels van zingen haar beroep gemaakt en trad voornamelijk op in clubs. In 2008 waagde ze een nieuwe poging in de vijfde Britse editie van de X Factor. Door coach Cheryl Cole werd ze geselecteerd om aan de tien finaleshows deel te nemen. Burke won uiteindelijk door in de laatste show de jongensgroep JLS te verslaan. De winst leverde haar een contract met een geschatte waarde van één miljoen Britse pond op bij het platenlabel Syco van X Factor-jurylid Simon Cowell.
De single Hallelujah, die ze in de laatste show zong, kwam korte tijd later op nummer één van de UK Singles Chart. Haar versie van Hallelujah staat in de top 100 van best verkopende singles in Groot-Brittannië ooit en ze is de eerste Britse zangeres die meer dan één miljoen exemplaren van een single verkocht. Het succes van Burke leidde ertoe dat ook eerdere versies van Hallelujah van Leonard Cohen en Jeff Buckley de Britse hitparade haalden. Bij Epic Records tekende ze in februari 2009 een contract ter waarde van drie miljoen Britse pond om vijf albums in de Verenigde Staten uit te brengen.
Het debuutalbum Overcome verscheen in oktober 2009. De single Bad boys, afkomstig van het album, was een samenwerking met rapper Flo Rida. In Engeland reikte de single tot de eerste plaats en ook in andere landen werd het een hit. De nummers op het album werden geproduceerd door onder andere Stargate, RedOne en Ne-Yo.

## Discografie

### Albums
| Album met eventuele hitnotering(en) in de Nederlandse Album Top 100 | Datum van verschijnen | Datum van binnenkomst | Hoogste positie | Aantal weken | Opmerkingen |
| ------------------------------------------------------------------- | --------------------- | --------------------- | --------------- | ------------ | ----------- |
| Overcome                                                            | 19-10-2009            | 01-05-2010            | 61              | 6            |             |
| Heartbreak on hold                                                  | 27-07-2012            | -                     |                 |              |             |

| Album met hitnotering(en) in de Vlaamse Ultratop 200 albums | Datum van verschijnen | Datum van binnenkomst | Hoogste positie | Aantal weken | Opmerkingen |
| ----------------------------------------------------------- | --------------------- | --------------------- | --------------- | ------------ | ----------- |
| Overcome                                                    | 2009                  | 06-03-2010            | 73              | 3            |             |

### Singles
| Single met eventuele hitnotering(en) in de Nederlandse Top 40 | Datum van verschijnen | Datum van binnenkomst | Hoogste positie | Aantal weken | Opmerkingen                                |
| ------------------------------------------------------------- | --------------------- | --------------------- | --------------- | ------------ | ------------------------------------------ |
| Bad boys                                                      | 12-10-2009            | 23-01-2010            | 8               | 14           | met Flo Rida / Nr. 24 in de Single Top 100 |
| All night long                                                | 03-05-2010            | 01-05-2010            | 24              | 7            | met Pitbull / Nr. 61 in de Single Top 100  |
| Start without you                                             | 31-08-2010            | 02-10-2010            | tip9            | -            | Nr. 77 in de Single Top 100                |
| Elephant                                                      | 09-03-2012            | 14-04-2012            | tip19           | -            | met Erick Morillo                          |

| Single met hitnotering(en) in de Vlaamse Ultratop 50 | Datum van verschijnen | Datum van binnenkomst | Hoogste positie | Aantal weken | Opmerkingen       |
| ---------------------------------------------------- | --------------------- | --------------------- | --------------- | ------------ | ----------------- |
| Bad boys                                             | 2009                  | 23-01-2010            | 12              | 14           | met Flo Rida      |
| All night long                                       | 2010                  | 01-05-2010            | tip7            | -            | met Pitbull       |
| Start without you                                    | 2010                  | 02-10-2010            | tip10           | -            |                   |
| Elephant                                             | 2012                  | 28-04-2012            | 43              | 3            | met Erick Morillo |

- Bibliothèque nationale de France: cb16223022s (data)
- Gemeinsame Normdatei: 139879943
- International Standard Name Identifier: 0000 0001 1457 5751
- Library of Congress Control Number: nb2010028087
- MusicBrainz: ed3d345c-20e1-4c26-8384-427c5ac58c38
- Nationale Bibliotheek van Tsjechië: xx0119654
- Virtual International Authority File: 161494343
- WorldCat: E39PBJgMwtq8BtJ6wbrJ8fkv73